# Scream (canción de Timbaland)
«Scream» "Gritar" es una canción de Timbaland con Keri Hilson y Nicole Scherzinger de las Pussycat Dolls, escrita por Timothy Mosley, Nate Hills y Keri Hilson, y producida por Timbaland y Danja. Esta fue lanzada alrededor del Mundo como el cuarto sencillo internacional del álbum Shock Value durante el primer cuarto del año 2008.

## Video musical
El video musical de "Scream" debutó en Yahoo! Music el 15 de enero de 2008, y fue dirigido por Justin Francis.
El video comienza con Timbaland cantando mientras es masajeado y seducido por dos mujeres. Este contiene escenas de Timbaland, Hilson y Scherzinger cantando con y sin pasamontañas frente a un automóvil. Cuando concluye el segundo coro, Scherzinger es mostrada con y sin la máscara de ladrona cantando en un ascensor mientras se muestra frente al automóvil. La siguiente escena muestra a Timbaland y dos de sus amigos planeando un robo, con intercortes de Scherzinger, Hilson y Timbaland cantando frente al auto. El video concluye con Timbaland y sus dos amigos dirigiéndose a la casa del robo.
El video musical utiliza la edición de la radio de la canción.

## Rendimiento en las listas musicales
"Scream" realizó su primera aparición en Suecia, donde debutó número treinta y tres, para posteriormente posicionarse número ocho, mas desde entonces, descendió rápidamente en la lista. En el Hot 100 Canadiense, el sencillo debutó número noventa y dos, y desde entonces disfrutó de constantes ascensos durante cinco semanas, mas solo logró posicionarse número cuarenta y uno.
En Australia el sencilló ingresó en el mes de febrero en el número cuarenta y dos, se posicionó número veinte y, descendió dos posiciones. En Europa, además de Suecia, "Scream" ingresó al top diez de Alemania, Bulgaria e Irlanda.
En los Estados Unidos, el sencillo falló abruptamente en su ingreso al Billboard Hot 100, "Scream" solo logró posicionarse número veintidós en el Bubbling Under Hot 100 Singles, lista en la que permaneció por una única semana, un completo fracaso comparado al arrollador éxito de los anteriores sencillos del álbum.

## Formatos
Formatos de los principales lanzamientos de "Scream":
CD-Single [Australiano/Europeo] (0602517642171)

(Lanzamiento: 7 de marzo de 2008)
| CD-SINGLE |                                               |              |       |
| 1         | "Scream" con Keri Hilson y Nicole Scherzinger | Radio Edit   | 03:44 |
| 2         | "Scream" con Keri Hilson y Nicole Scherzinger | Instrumental | 05:41 |

CD-Maxi
| CD-MAXI |                                               |               |       |
| 1       | "Scream" con Keri Hilson y Nicole Scherzinger | Radio Edit    | 03:44 |
| 2       | "Scream" con Keri Hilson y Nicole Scherzinger | Álbum Version | 05:41 |
| 3       | "Scream" con Keri Hilson y Nicole Scherzinger | Instrumental  | 05:42 |
| 4       | "Scream" con Keri Hilson y Nicole Scherzinger | Video         | 03:52 |

## Versiones
- Álbum Version — 5:41
- Instrumental — 5:42
- Radio Edit — 3:44

## Listas musicales

### Nacionales
| País          | Lista musical    | Primera semana | Posición de ingreso | Posición peak | Semanas en el peak | Semanas en la lista | Última semana |
| ------------- | ---------------- | -------------- | ------------------- | ------------- | ------------------ | ------------------- | ------------- |
| AMÉRICA       |                  |                |                     |               |                    |                     |               |
| Canadá        | Canadian Hot 100 | 08-01-2008     | 92                  | 41            | 1                  | 13                  | 01-04-2008    |
| EUROPA        |                  |                |                     |               |                    |                     |               |
| Alemania      | Top 100 Singles  | 22-03-2008     | 9                   | 9             | 1                  | 12                  | 07-06-2008    |
| Austria       | Top 75 Singles   | 04-03-2008     | 62                  | 18            | 1                  | 16                  | 27-06-2008    |
| Bélgica       | Top 40 Singles   | 05-04-2008     | 25                  | 15            | 1                  | 12                  | 21-06-2008    |
| Dinamarca     | Top 40 Singles   | 11-03-2008     | 40                  | 30            | 1                  | 7                   | 02-05-2008    |
| Finlandia     | Top 40 Singles   | 06-04-2008     | 10                  | 6             | 1                  | 7                   | 18-05-2008    |
| Irlanda       | Top 50 Singles   | 09-02-2008     | 15                  | 10            | 1                  | 16                  | 24-05-2008    |
| Noruega       | Top 20 Singles   | 18-03-2008     | 17                  | 17            | 2                  | 3                   | 01-04-2008    |
| Países Bajos  | Top 100 Singles  | 15-03-2008     | 63                  | 16            | 1                  | 11                  | 24-05-2008    |
| Reino Unido   | Top 75 Singles   | 16-02-2008     | 16                  | 12            | 1                  | 14                  | 31-05-2008    |
| Suecia        | Top 60 Singles   | 08-01-2008     | 31                  | 8             | 1                  | 15                  | 24-04-2008    |
| Suiza         | Top 100 Singles  | 18-03-2008     | 53                  | 45            | 1                  | 12                  | 08-06-2008    |
| OCEANÍA       |                  |                |                     |               |                    |                     |               |
| Australia     | Top 50 Singles   | 05-02-2008     | 47                  | 20            | 1                  | 14                  | 11-05-2008    |
| Nueva Zelanda | Top 40 Singles   | 29-01-2008     | 32                  | 9             | 1                  | 12                  | 14-04-2008    |

### Internacionales
| Lista musical            | Primera semana | Posición de ingreso | Posición peak | Semanas en el peak | Semanas en la lista | Última semana |
| ------------------------ | -------------- | ------------------- | ------------- | ------------------ | ------------------- | ------------- |
| EUROPA                   |                |                     |               |                    |                     |               |
| European Hot 100 Singles | 22-02-2008     | 86                  | 18            | 1                  | 16                  | 07-06-2008    |